# Saint Andrew (Dominica)
Saint Andrew is een parish van de eilandstaat Dominica. De internationale luchthaven Douglas-Charles bevindt zich bij het dorp Marigot. Het ligt ongeveer 29 km ten noordoosten van de hoofdstad Roseau.

## Calibishie
Calibishie is een voormalige inheems dorp dat bewoond werd door Cariben. In 2019 telde het 1.017 inwoners. De naam betekent "net van koraalriffen". In de 18e eeuw werden de inheemsen verdreven, en werd het een plantagegebied. Later ontwikkelde het zich tot een vissersdorp.
Bij Calibishie ligt een van de weinige witzandstranden van Dominica. Het heeft rustig water, omdat het omringd is door koraalriffen. Het strand is omringd palmbomen. Landinwaarts begint het tropisch regenwoud.

## Hampstead
Hampstead is een voormalige suikerrietplantage uit de jaren 1760. Het is vernoemd naar de Londense wijk Hampstead, maar wordt lokaal Batibou genoemd. Het ligt aan de Hampsteadrivier. De fabriek was aangedreven door een watermolen, en is nog niet een goede conditie. Er was een kanon op de baai geplaatst ter verdediging. Het kanon bevindt zich tegenwoordig bij een bioscoop in Portsmouth. In 2011 telde Hampstead 486 inwoners.

## Batibou Beach

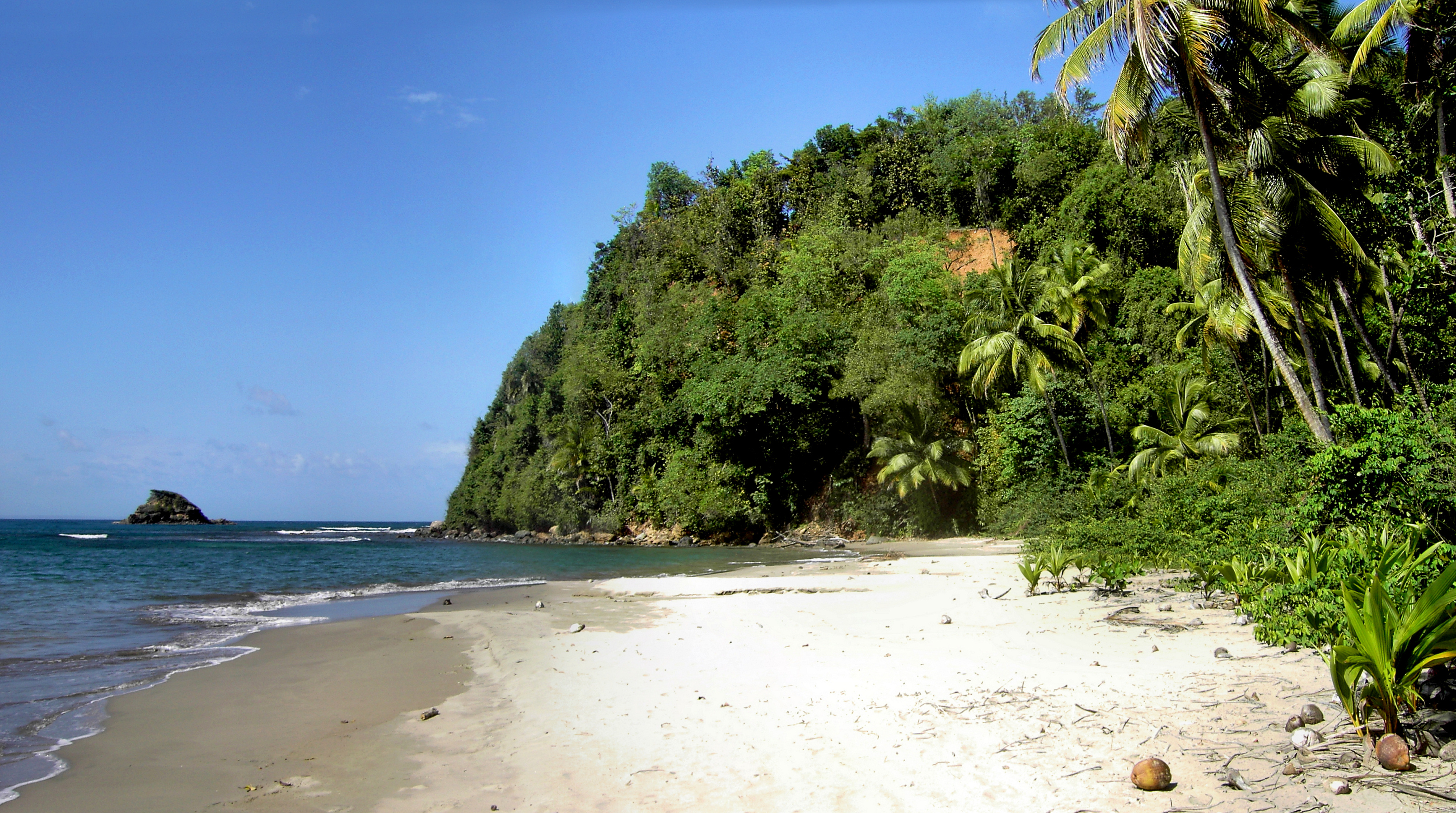
Batibou Beach

Bij Hampstead bevindt zich Batibou Beach. Het is ongeveer 300 meter lang heeft beige zand, en is omringd door palmbomen. Het strand ligt op privéterrein is tegen betaling te bezoeken. Het water is rustig en geschikt voor snorkelen. De voorzieningen zijn beperkt tot een strandbar.

## Penville
Penville (ook Pennville) is een dorp in het uiterste noorden van Dominica. In 2019 telde het 501 inwoners. Het bestaat uit twee gedeeltes Upper en Lower Penville. Upper Penville was bewoond door Cariben. In 1763 werd door de Britten gekoloniseerd, maar de ruige natuur was ongeschikt voor plantages. Veel verlaten gebieden werden later door Franse landbouwers hergebruikt.

## Wesley
In 1837 werd op plantage Eden een methodistische missie gesticht. In de jaren 1860, na de afschaffing van de slavernij, was een dorp ontstaan dat Wesleyville naar John Wesley, de grondlegger van het methodisme, werd genoemd. Aan de eind van de 19e eeuw was de katholieke missie ook in het gebied actief hetgeen frictie veroorzaakte tussen beide geloven. In de jaren 1940 en 1950 werden de plantages door de overheid verkaveld, en werd bananen het belangrijkste product. Wesley telde 932 inwoners in 2011.

## Woodford Hill

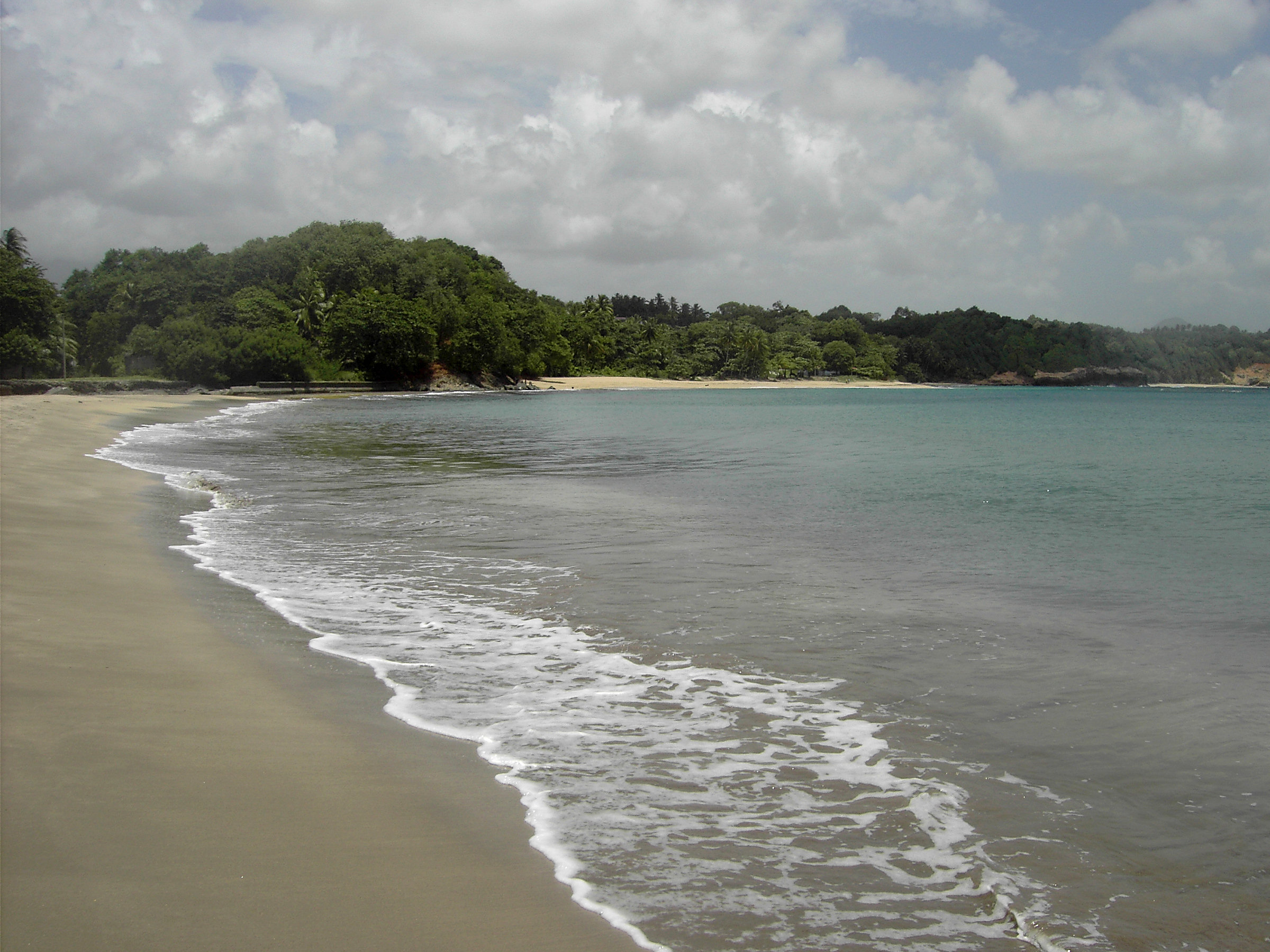
Woodford Hill Bay

De monding van de Woodford Hill River was sinds de 7e eeuw n.Chr bewoond door de inheemse bevolking. In het being van de 18e eeuw werd het gekoloniseerd door de Fransen die het La Soie noemden. In 1763 werd Dominica door het Verenigd Koninkrijk veroverd en werd het gebied te koop aangeboden. Gedurende de 19e eeuw was het een van de grootste suikerrietplantages van het eiland. In 1974 werd een groot gedeelte van de plantage aangekocht door de overheid voor de aanleg van een vliegveld. Het vliegveld werd nooit gebouwd, en het gebied werd verkaveld en verkocht. Woodford Hill telde 1.034 inwoners in 2011.

## Andere dorpen
Marigot is het grootste dorp met 2.411 inwoners. Andere dorpen zijn:
- Anse Du Mé (Anse-de-Mai)
- Bense
- Dos D'Ane
- Paix Bouche
- Thibaud
- Vieille Case

## Geboren
- Roosevelt Skerrit (1972), politicus en premier van Dominica

## Galerij

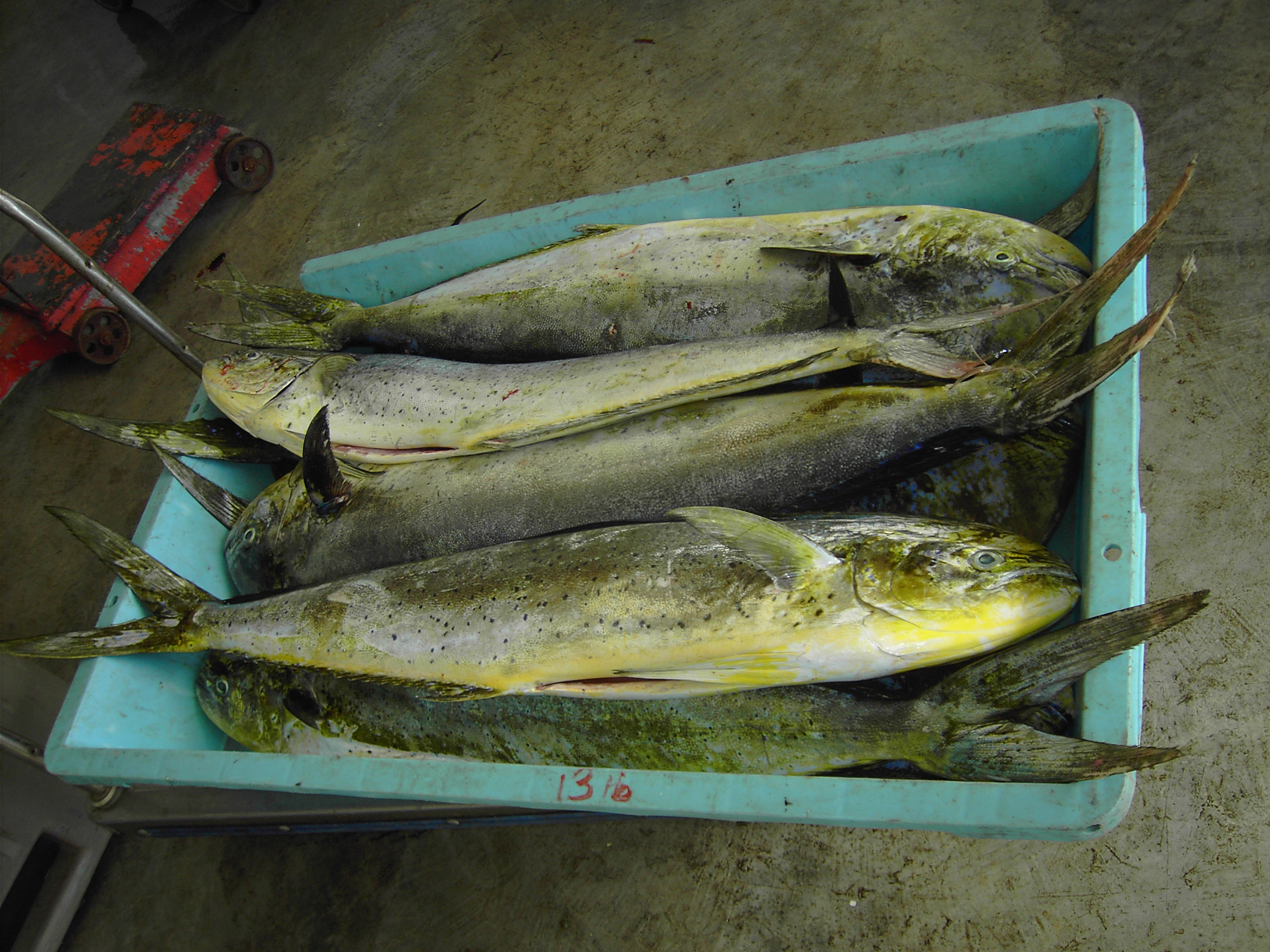
Coryphaena hippurus in de vissershaven Marigot
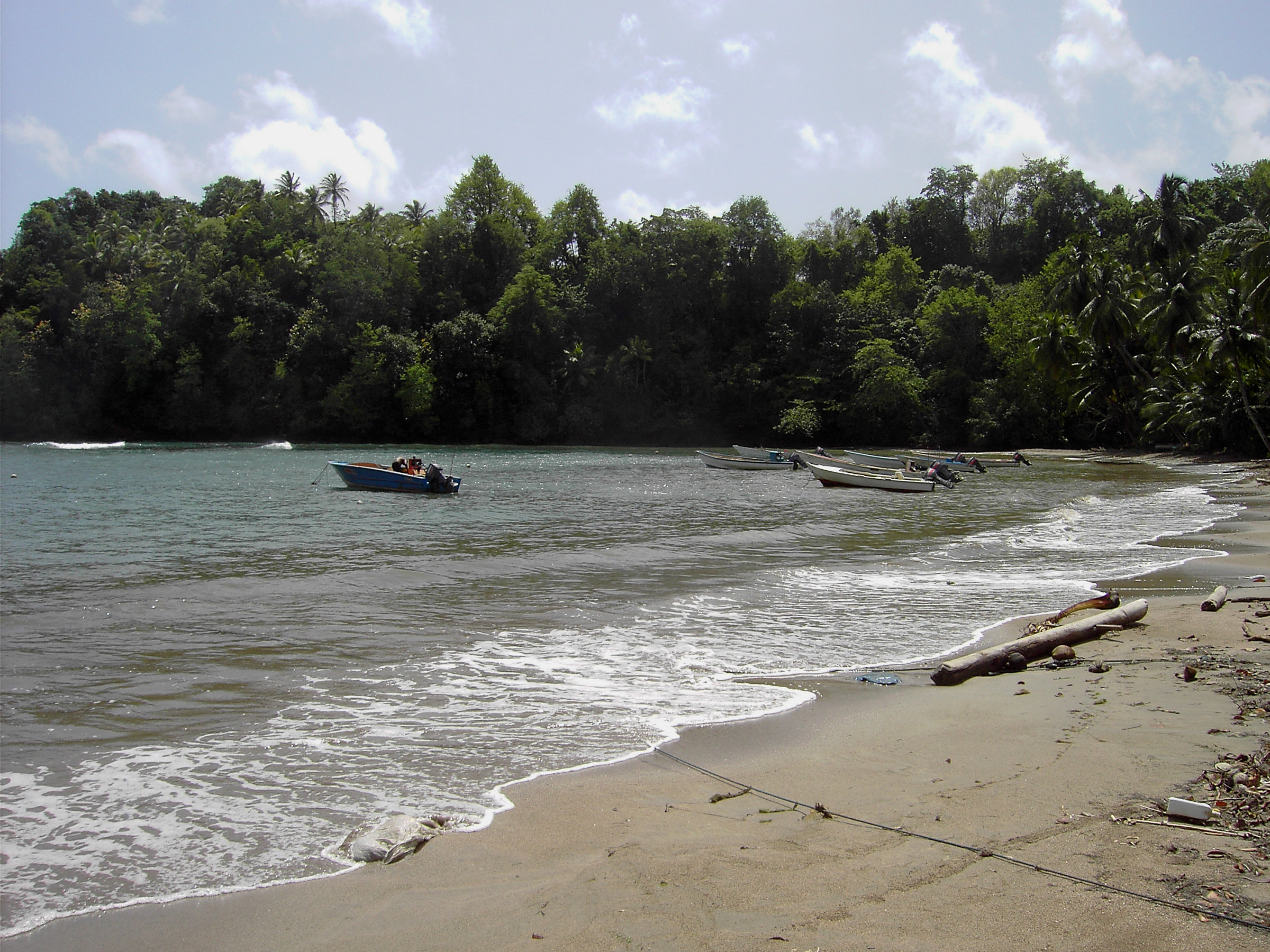
Anse Du Mé
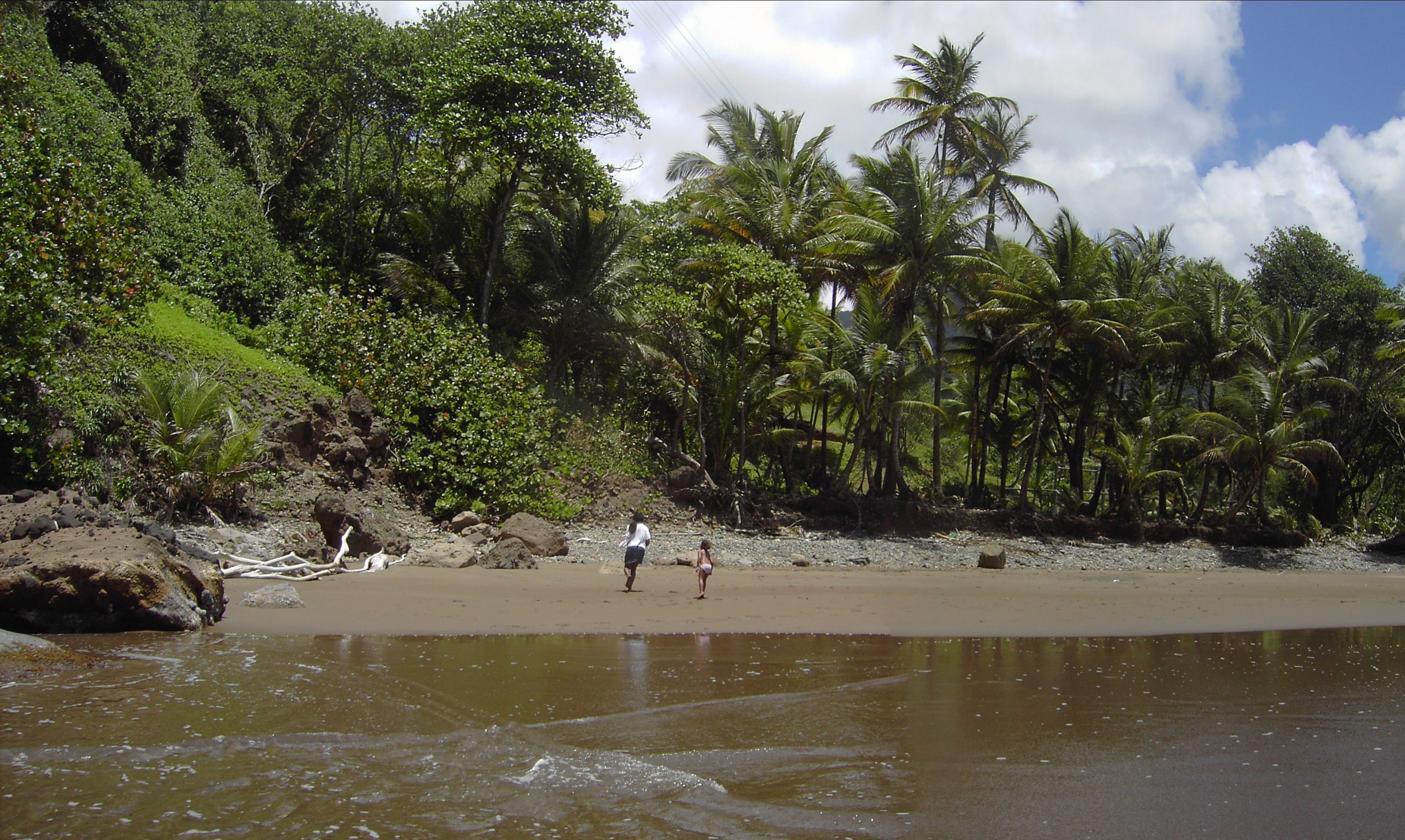
Pagua Bay
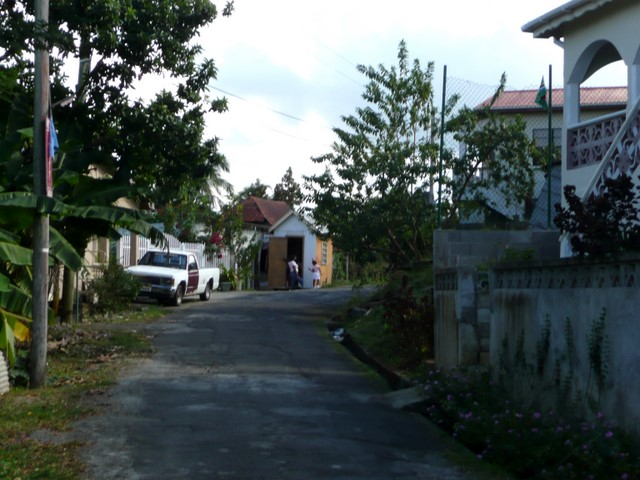
Vieille Case

- MusicBrainz: e3a258cf-8214-4cf9-b92f-0ba0f07d15f2

Saint Andrew · Saint David · Saint George · Saint John · Saint Joseph · Saint Luke · Saint Mark · Saint Patrick · Saint Paul · Saint Peter